# 젯소
젯소(이탈리아어: Gesso [ˈdʒɛsso][*]; 분필, 라틴어: gypsum, 그리스어: γύψος)는 분필, 석고, 안료 또는 이들의 조합과 혼합된 결합제로 구성된 흰색 도료 혼합물이다. 젯소는 나무판자, 캔버스, 조각과 같은 수많은 기판을 물감과 그 위에 바르는 다른 재료의 기초로서 그림에 사용된다.

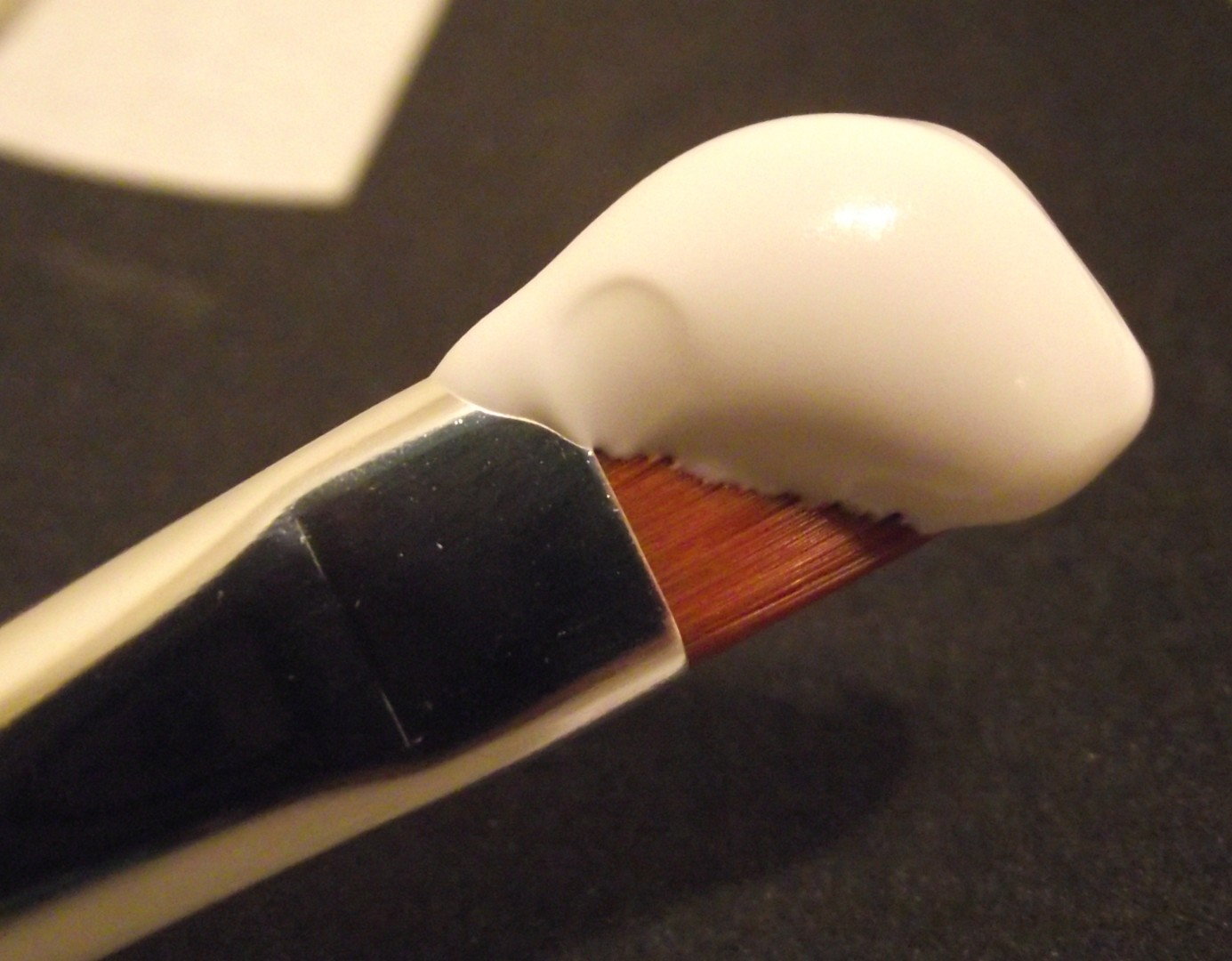
아크릴 젯소

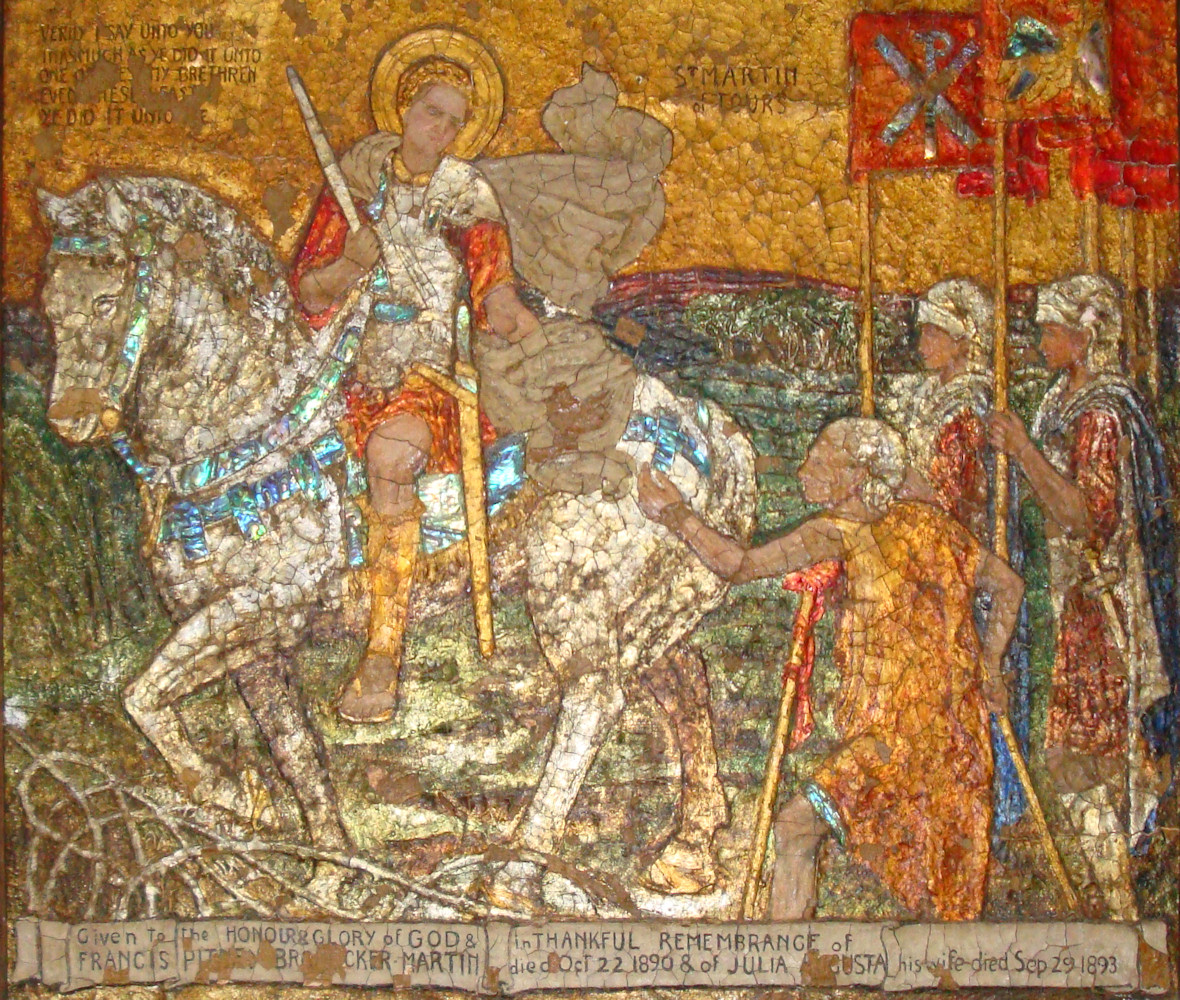
투르의 마르티노를 나타내는 복원된 게소 패널

## 개요
‘젯소’는 ‘글루 젯소’ 또는 ‘이탈리아 젯소’라고도 알려진 동물성 접착 결합제(일반적으로 토끼 아교풀 젯소), 분필 및 흰색 안료의 전통적인 혼합으로 나무 그림과 같은 단단한 표면을 코팅하는 데 사용된다. 페인팅을 위한 흡수성 프라이머 코트 기질로서의 패널. 젯소의 색상은 일반적으로 흰색 또는 미색이다. 그것의 흡수성은 수성 매체, 다양한 유형의 템페라 및 유성물감을 포함한 모든 페인팅 매체와 함께 작용한다. 그것은 또한 페인트 또는 금박의 적용을 위해 3차원 표면의 기초로 사용된다.
보통 10개 이상의 극도로 얇은 층에 바르기 때문에 섞어 바르는 것 자체가 공예다. 목재, 석조석 및 기타 표면에 사용되는 영구 기판이다. 표준 가죽 접착제 혼합물은 다소 부서지기 쉽고 균열이 생기기 쉬우므로 단단한 표면에만 적합하다.

## 변종

### 반분필 토대
유연한 캔버스를 프라이밍하기 위해 젯소와 아마인유의 유제 (‘반분필 가루’라고도 함)가 사용된다.

### 아크릴 젯소
아크릴 젯소는 백색안료와 일종의 충전재(분필, 실리카 등)와 아크릴 수지를 물에 분산시킨 혼합물이다. 기술적으로 젯소가 아닌 부드럽고 유연한 비흡수성 표면을 생성한다. (제조업체에서는 일반적으로 그렇게 부르지만) 미백제로 이산화티타늄 또는 ‘티타늄 화이트’ 뿐만 아니라 프라이머 코팅의 흡수성을 높이기 위해 탄산칼슘(CaCO3)을 함유할 수 있다. 크기 조정 및 프라이밍 패널과 페인팅을 위한 유연한 캔버스용으로 미리 혼합되어 판매된다. 미술용품 제조업체는 아크릴 젯소로 미리 프라이밍된 캔버스를 판매한다.
아크릴 젯소는 상업적으로 티타늄 화이트를 카본 블랙과 같은 다른 안료로 대체하거나 아티스트가 직접 아크릴 물감을 추가하여 채색할 수 있다. 아크릴 젯소는 방부제로 소량 첨가되는 암모니아 및 포름알데히드의 존재로 인해 냄새가 날 수 있다.
아크릴 젯소의 비흡수성 아크릴 폴리머 기반은 계란 템페라와 같은 전통적인 젯소가 필요한 매체와 호환되지 않는다. 화가의 핸드북(Painter's Handbook)은 시간이 지남에 따라 유성 페인트의 박리를 유발할 수 있는 유연성의 불일치를 인용하면서 기존의 오일 바탕 대신 아크릴 젯소 바탕 위에 유성 물감을 사용하는 데 문제가 있다고 언급한다.

## 조각용
젯소는 조각가가 최종 조각(융합된 청동)의 모양을 준비하거나 조각을 위한 재료로 직접 사용한다. 젯소는 조각된 나무와 금박 사이의 레이어로 사용할 수도 있다. 이 경우 금을 바르기 전에 젯소를 덮기 위해 ‘볼’이라고 불리는 정제되고 착색된 점토층을 사용한다. 보통 붉은색이다.

## 추가 자료
- Crane, Walter (May 1893). “Gesso Work”. 《The Studio》 1 (2): 45–49.